# Werner Zabel
Werner Zabel (* 23. Februar 1894 in Elberfeld; † 8. März 1978 in München) war ein deutscher Augenarzt und Alternativmediziner.

## Leben
Zabel studierte Medizin an den Universitäten Berlin, Innsbruck und Heidelberg. Er nahm am Ersten Weltkrieg teil. 1923 wurde er approbiert und 1924 in Heidelberg mit der Schrift Ärztliche Untersuchungen und Erfahrungen über den Kriegsflug promoviert. 1927 erlangte er an der Universität München die Zulassung als Facharzt für Augenheilkunde.
Er eröffnete eine eigene Praxis in Ansbach. 1932 wurde er Chefarzt der Augenabteilung des Evangelischen Krankenhauses Düsseldorf. 1934/35 trat er der NS-Volkswohlfahrt (NSV) bei. Vom Herbst 1934 bis zum Juni 1935 war er Leiter der 1. Biologischen Abteilung des Rudolf-Heß-Krankenhauses in Dresden. 1936 trat er dem NSD-Ärztebund und dem Deutschen Luftsportverband (DLV) bei. Von 1937 bis 1972 bzw. laut Hellmut Schöner von 1936 bis 1973 betrieb er in Bischofswiesen bzw. in dessen an Berchtesgaden angrenzenden Gemeindeteil Stanggaß eine auf Diät und Naturheilverfahren ausgerichtete Privatklinik, die auch von „prominenten Künstlern“ aufgesucht wurde. Er war gut vernetzt mit nationalsozialistischen Amtsträgern und arbeitete als Diätberater von Hitlers Leibarzt Theo Morell. 1941 trat er der NSDAP bei. 1943 wurde er von Adolf Hitler zum Titularprofessor ernannt.
Ab 1949 unterrichtete er Ganzheitsmedizin im Auftrag der Westdeutschen Ärztekammer. Von 1955 bis 1970 war er Mitglied im wissenschaftlichen Rat des Internationalen Gesellschaft für Nahrungs- und Vitalstoff-Forschung (IVG).

## Schriften
- Grenzerweiterung der Schulmedizin. Hippokrates, Stuttgart 1934.
- Bircher-Benner als Lehrer der Ärzte. In: Der Wendepunkt im Leben und Leiden. Bircher-Benner, Zürich 16 (1939) S. 301–304.
- Die Wandlung der natürlichen Lebensbedingungen im letzten Jahrhundert. Müller, Dresden 1938.
- mit Maria Schlenz: Die Schlenzkur. Praxis und Theorie der Fiebererzeugung durch Ueberwärmungsbäder. Hippokrates, Stuttgart 1944.
- Sinn und Wesen einer Ganzheitsmedizin. Festschrift zum ersten Fortbildungskurs für Ganzheitsmedizin in Berchtesgaden vom 5. bis 17. September 1949. Hippokrates, Stuttgart 1949.
- Sinn und Wesen einer Ganzheitsmedizin. Ziele und Aufgaben der Kurse für Ganzheitsmedizin. Reform des ärztlichen Schrifttums für den Praktiker (= Schriftenreihe für Ganzheitsmedizin. Band 1). Ärzteverlag, Gießen 1950.
- Die humoralwirksamen Verfahren der alten Ärzte (= Schriftenreihe für Ganzheitsmedizin. Band 5). Ärzteverlag, Gießen 1950.
- Das Fasten. Seine Technik und Indikation sowie Beiträge zu seiner Physiologie (= Schriftenreihe für Ganzheitsmedizin. Band 6). Ärzteverlag, Gießen 1950.
- Die Erzeugung eines gesteuerten Fiebers (Schlenzbad) (= Schriftenreihe für Ganzheitsmedizin. Band 7). Ärzteverlag, Gießen 1950.
- mit Otto Voss: Grundsätzliches zu den Herderkrankungen und Gemeinschaftsarbeit bei der Herdbereinigung (= Schriftenreihe für Ganzheitsmedizin. Band 10). Ärzteverlag, Gießen 1950.
- Ganzheitsbehandlung der Geschwulsterkrankungen. Ein Referat über den 5. Berchtesgadener Kurs für Ganzheitsmedizin (= Schriftenreihe für Ganzheitsmedizin. Band 13). Hippokrates, Stuttgart 1953.
- Körpereigene Abwehr gegen Krebs? Referat bei der Eröffnung der 25. Jubiläumstagung des Zentralverbandes der Ärzte für Naturheilverfahren am 15. September 1964 in Freudenstadt. Medizinisch-Literarischer Verlag, Hamburg 1964.
- Die interne Krebstherapie und die Ernährung des Krebskranken. Bircher-Benner, Bad Homburg vor der Höhe 1968. (9. Auflage 1982).
- Die zusätzliche Therapie der Geschwulsterkrankungen. Haug, Heidelberg 1970.
- Malaria-Therapie beim Karzinom. Eden-Stiftung, Bad Soden 1971.
- Kleinstdosenbestrahlung in der Therapie der Geschwulsterkrankungen. Hrsg. von der Eden-Stiftung zur Förderung Naturnaher Lebenshaltung und Gesundheitspflege. Eden-Stiftung, Bad Soden 1980.